# Do-Re-Mi
《Do-Re-Mi》（音乐风格為童谣）是1959年美國電影作品《真善美》的歌曲之一，作詞者為奧斯卡·漢默斯坦二世，作曲者為理察·羅傑斯。在故事中，雖然在冯·崔普上校在其妻子去世后，不允許孩子們嬉戲，但瑪利亞仍用這首樂曲教孩子們歌唱的自然大調音符。
這首歌的每句歌詞開頭都為音樂唱名，並使用對應的音調名稱演唱。歌曲主旋律和舒曼鋼琴五重奏的一段相近。
在舞台劇版本中，瑪利亞在像孩子们介绍自己不久后，在冯·崔普上校的客厅中演唱了这首歌。然而在1965年改编电影中，編劇欧内斯特·莱曼将歌曲出现的时间推后了。在电影中，玛利亚和孩子们演唱这首歌时配以其在萨尔茨堡跑闹嬉戏的蒙太奇画面。
在后来的舞台剧和电影版本中，歌曲使用了更复杂的重奏版，并以巴赫的康塔塔风格演唱。

## 歌词
在英语原歌词中，唱名使用了同音词或近音词替代进行解释。歌词将Do指代为“雌鹿”（“Doe, a deer, a female deer”），Re指代为“金色太阳的光”（“Ray, a drop of golden sun”），Mi指代为“我对自己的称呼”（“Me, a name I call myself”），Fa指代为“遥远”（“Far, a long long way to run”），So指代为穿针引线（“Sew, a needle pulling thread”），La为“Sew后面的音节”（“La, a note to follow Sew”），Ti指代为茶（“Tea, a drink with jam and bread”）。
作家道格拉斯·亚当斯在他的文章中称有一个“百年未了之事”，每个唱名都有一行有注解和含义的歌词，但“La, a note to follow So...”不符合这种形式，这应当视为占位符。亚当斯幽默的认为漢默斯坦二世正好写出了“A note to follow So”，并打算稍后再看看，但之后他也拿不出更好的东西了。

## 流行文化
- 安妮塔·布莱恩特在其1959年以单曲形式发行了歌曲，并拍到了Billboard Hot 100的第94名。
- 《艾尔文与花栗鼠》的1965年专辑《花栗鼠与孩子们歌唱》中收录了该歌曲。
- 歌曲收录于乐队Sparks的专辑《A Woofer in Tweeter's Clothing》中，但音调变为C#调。
- 苏格兰足球代表队的爱好者经常合唱此歌曲。